# 노비베체이

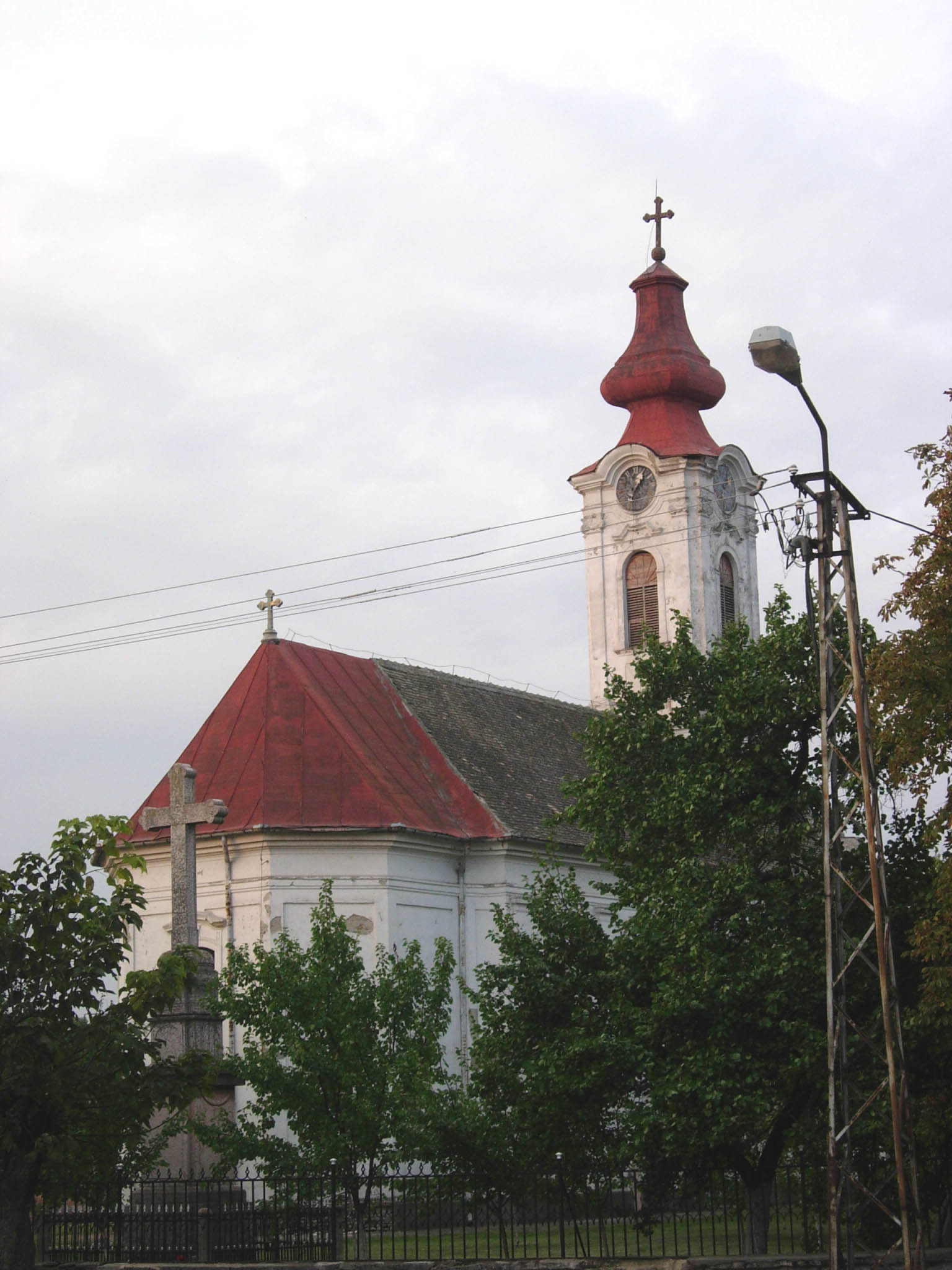
노비베체이 동방 정교회

노비베체이(세르비아어: Нови Бечеј / Novi Bečej, 헝가리어: Törökbecse 퇴뢰크베체[*], 독일어: Neu-Betsche 노이베체[*])는 세르비아 보이보디나 자치주의 중앙바나트 구에 위치한 도시로 면적은 609km2, 높이는 76m, 인구는 23,925명(2011년 기준)이다.
도시 이름은 세르비아어로 "새로운 베체이(Bečej)"를 뜻하는데 이는 바치카(Bačka) 지방에 위치한 베체이(Bečej, 과거에는 "옛 베체이"라는 뜻을 가진 '스타리베체이'(Стари Бечеј, Stari Bečej)라고 불렀음)에서 파생된 이름이다. 헝가리의 지배를 받고 있던 1091년 문헌에 처음 등장했다. 세르비아인이 지방 자치체 인구의 67.43%를 차지하고 있고 헝가리인이 지방 자치체 인구의 18.05%, 롬인(집시)이 지방 자치체 인구의 5.41%를 차지한다.

## 인구
| 연도  | 인구   | ±% p.a. |
| ----- | ------ | ------- |
| 1948  | 33,229 | —       |
| 1953  | 33,682 | +0.27%  |
| 1961  | 33,507 | −0.07%  |
| 1971  | 31,729 | −0.54%  |
| 1981  | 30,312 | −0.46%  |
| 1991  | 28,788 | −0.51%  |
| 2002  | 26,924 | −0.61%  |
| 2011  | 23,925 | −1.30%  |
| 출처: |        |         |

## 자매 도시
- 헝가리 메죄투르
- 슬로바키아 슈투로보
- 러시아 바타이스크
- 슬로베니아 스트라자
- 세르비아 크냐제바츠

## 같이 보기
- 중앙바나트구